# Adolf Naef
 (octobre 2017).
Si vous disposez d'ouvrages ou d'articles de référence ou si vous connaissez des sites web de qualité traitant du thème abordé ici, merci de compléter l'article en donnant les références utiles à sa vérifiabilité et en les liant à la section « Notes et références ».
Pour les articles homonymes, voir Naef.
Adolf Naef est un zoologiste et un paléontologue suisse, né le 1er mai 1883 et mort le 11 mai 1949.
Il est privatdozent en zoologie à l’université de Zurich et travailla notamment sur les céphalopodes.

## Liste partielle des publications
- 1922 : (de) Die fossilien Tintenfische. Eine paläozoologische Monographie (Fischer, Iéna).